# Eitting
Eitting település Németországban, azon belül Bajorországban. Lakosainak száma 3082 fő (2023. december 31.).

## Népesség
A település népessége az elmúlt években az alábbi módon változott:
| Lakosok száma | 805  | 1635 | 1458 | 2415 | 2531 | 2618 | 2770 | 2834 | 2978 | 3082 |
|               | 1875 | 1950 | 1970 | 2011 | 2013 | 2014 | 2016 | 2019 | 2021 | 2023 |